# Claudio Signorile
Claudio Signorile (Bari, 9 settembre 1937) è un politico italiano, esponente storico sia del Partito Socialista Italiano sia della sua corrente sinistra lombardiana.

## Biografia
Laureato in lettere, ha insegnato storia moderna nelle università di Roma "La Sapienza" e di Sassari, oltre che storia contemporanea nell'Università di Lecce; ha militato nel Partito Socialista Italiano (PSI) dal 1956, dove, avvicinatosi già all'età di 15/16 anni al suo esponente Rocco Scotellaro, ricopre prima l'incarico di segretario nazionale della Federazione giovanile socialista (fino al 1965), e poi di membro della Direzione nazionale del Partito, divenendone vicesegretario del partito dal 1978 al 1981 sotto Bettino Craxi.
Esponente della cosiddetta "sinistra lombardiana" del PSI di Riccardo Lombardi, gli succedette come leader nell'ambito del partito, e fu fra i protagonisti della cosiddetta "svolta del Midas", che portò Bettino Craxi al vertice del PSI e poi alla Presidenza del Consiglio. Al congresso di Torino del 1978 fu eletto vicesegretario del partito, nel quale era responsabile della politica economica, ma fu sostituito nel 1981 dopo divergenze di opinione con il leader.
Nel 1978 fu tra i protagonisti attivi del tentativo di negoziare la liberazione di Aldo Moro. Ha legato la linea politica autonomista del PSI alla costruzione di una "sinistra di governo" e alla realizzazione della "democrazia dell'alternanza".
È stato parlamentare per sei legislature consecutive, dal 1972 al 1994.
Dal 1981 al 1983, nei governi Spadolini e Fanfani, è stato ministro per gli interventi straordinari nel Mezzogiorno. Durante tale incarico ha promosso, con il titolo "Civiltà della ragione", l'ultima Conferenza nazionale del Mezzogiorno, nella quale venne definito il percorso per la riforma e il superamento dell'intervento straordinario; ha portato alla realizzazione progetti speciali come gli "itinerari turistici e culturali del Mezzogiorno", e "Tecnopoli", e altri di forte impatto sul territorio.

### Ministro dei trasporti
Dal 1983 al 1987, sotto la presidenza del Consiglio Craxi, è stato ministro dei trasporti. Durante tale incarico ha promosso la riforma delle Ferrovie dello Stato (legge 210/1985) costituendo l'ente economico, razionalizzando la rete ferroviaria con il potenziamento delle tratte commerciali e regionali, e la riduzione dei cosiddetti "rami secchi" sottoutilizzati (tale eliminazione di linee ferroviarie gli procurò vox populi da parte dei dipendenti delle ferrovie un nomignolo in senso di disistima comica, infatti "treno signorile" da allora per i ferrovieri significa "autoservizio sostitutivo"); ha avviato l'alta velocità e disposto la produzione del nuovo materiale rotabile ferroviario. Ha promosso il piano generale dei trasporti (legge 245/1984) il cui comitato tecnico era presieduto dal premio Nobel Wassily Leontief; ha fatto varare nella Comunità europea, durante la presidenza italiana, il Master Plan comunitario dei trasporti (1985), che ha costituito l'asse portante della strategia europea dei corridoi comunitari. In questo quadro ha portato all'approvazione governativa il ponte sullo stretto di Messina e alla firma della convenzione per la relativa concessione (1985).
Ha stipulato il codice di autoregolamentazione dei sindacati e delle aziende di trasporto (1984) che ha migliorato le relazioni industriali nel settore. Ha definito gli interventi di ampliamento e ammodernamento degli aeroporti di Fiumicino e Malpensa (legge 449/1985) e ha avviato il processo di liberalizzazione delle gestioni aeroportuali. Ha autorizzato la gestione autonoma degli aeroporti di Venezia (legge 938/1986), Genova, Bari, Brindisi. Recependo la direttiva comunitaria, ha liberalizzato i voli interregionali passeggeri e merci nel Paese e nella CE (DPR 669/1985). Ha avviato la riforma dell'autotrasporto (1984-1986). Ha promosso l'obbligo del casco protettivo per motociclisti (legge 3/1986), che ha ridotto di oltre il 50% la mortalità per incidenti su due ruote; durante la presidenza italiana ha promosso l'anno europeo della sicurezza stradale, anticipandone alcune normative.

### Verso la fine della prima Repubblica
Nel 1988 fu uno dei protagonisti del cosiddetto "scandalo delle lenzuola d'oro". Accusato insieme al suo segretario Rocco Trane di aver percepito delle tangenti per 720 milioni di lire per la concessione di un appalto per la fornitura della biancheria destinata ai vagoni letto delle Ferrovie dello Stato, fu rinviato a giudizio e successivamente assolto nel 1996.
Gli anni '90 videro lo stravolgimento del sistema politico italiano per effetto dell'inchiesta di Tangentopoli e del processo per mafia nei confronti di Giulio Andreotti i cui rapporti con Cosa nostra furono riconosciuti dai giudici d'appello e di cassazione come "organici almeno fino al 1980".  Tutti i partiti italiani furono sciolti o ridotti ai minimi termini e lasciarono spazio a nuove sigle e alleanze, favorite dal nuovo sistema elettorale, tendenzialmente maggioritario, introdotto in vista delle elezioni politiche del 1994.
Nel 1994 Signorile venne espulso dal PSI, assieme a diversi deputati come Biagio Marzo e Damiano Potì, consiglieri regionali e dirigenti del partito, da parte del suo segretario Ottaviano Del Turco e del commissario del PSI in Puglia Fabrizio Cicchitto.

### Nella seconda Repubblica
Nel 2004 ha fondato il Movimento di Unità Socialista, caratterizzando il suo impegno politico nel ricongiungimento di tutti i socialisti; tale movimento ha aderito alla lista elettorale Socialisti Uniti per l'Europa alle elezioni europee, in cui lo stesso Signorile era candidato, ma senza risultare eletto.
Nel 2005 ha aderito ai progetti unitari avanzati dal partito dei Socialisti Democratici Italiani, entrando nella segreteria nazionale del nuovo progetto radical-socialista La Rosa nel pugno.
Nel 2007 ha promosso, insieme a Ottaviano Del Turco, la partecipazione di un gruppo di socialisti ("Alleanza Riformista") alla fase costituente del Partito Democratico, senza assumervi alcun ruolo militante.
Nel 2021 ha fondato il movimento Mezzogiorno Federato. Nella stessa occasione ha sostenuto il "Sì" a tutti e cinque i quesiti dei referendum sulla giustizia.
In vista delle elezioni politiche anticipate del 2022, Mezzogiorno Federato ha aderito alla Lista Civica Nazionale promossa da Federico Pizzarotti, non presentatasi infine alla consultazione elettorale a causa della rottura con Azione - Italia Viva.
Nel 2023 Mezzogiorno Federato aderisce alla Federazione Civici Europei, progetto civico nazionale promosso insieme a Alleanza Civica del Nord e Alleanza Civica Centro Italia. In vista delle elezioni europee del 2024, FCE sostiene la lista Stati Uniti d'Europa.

## Pubblicazioni
È stato autore di numerose pubblicazioni, fra le quali: 
- Spinoza ed il primato della politica (Marsilio);
- Turgot: il progresso e la storia (Marsilio);
- Dal centro sinistra all'alternativa (Feltrinelli);
- Democrazia dell'alternanza e sinistra di Governo (Marsilio);
- Il Mezzogiorno e l'economia nazionale (Laterza);
- Per una sinistra di governo (Lerici);
- Il Socialismo federativo (De Donato);
- Un'altra sinistra (De Donato-Lerici).